# Skudbane
En skudbane for et våben er den kurve, som et affyret projektil følger fra våbnets munding til målet. Jo højere mundingshastighed desto fladere skudbane er mulig.